# Atorox
Atorox är signaturen Outsiders, det vill säga författaren Aarne Haapakoskis (1904–1961) litterära robotskapelse, som figurerade i sex böcker skrivna av Haapakoski 1947–1948 :
- Atorox, ihmisten valtias (Atorox, människornas herre)
- Atorox Kuussa (Atorox på månen)
- Atorox Marsissa (Atorox på Mars)
- Atorox Venuksessa (Atorox på Venus)
- Atorox Merkuriuksessa (Atorox på Merkurius)
- Atoroxin paluu v.2948. (Atorox återkomst år 2948)